# Dean Ornish

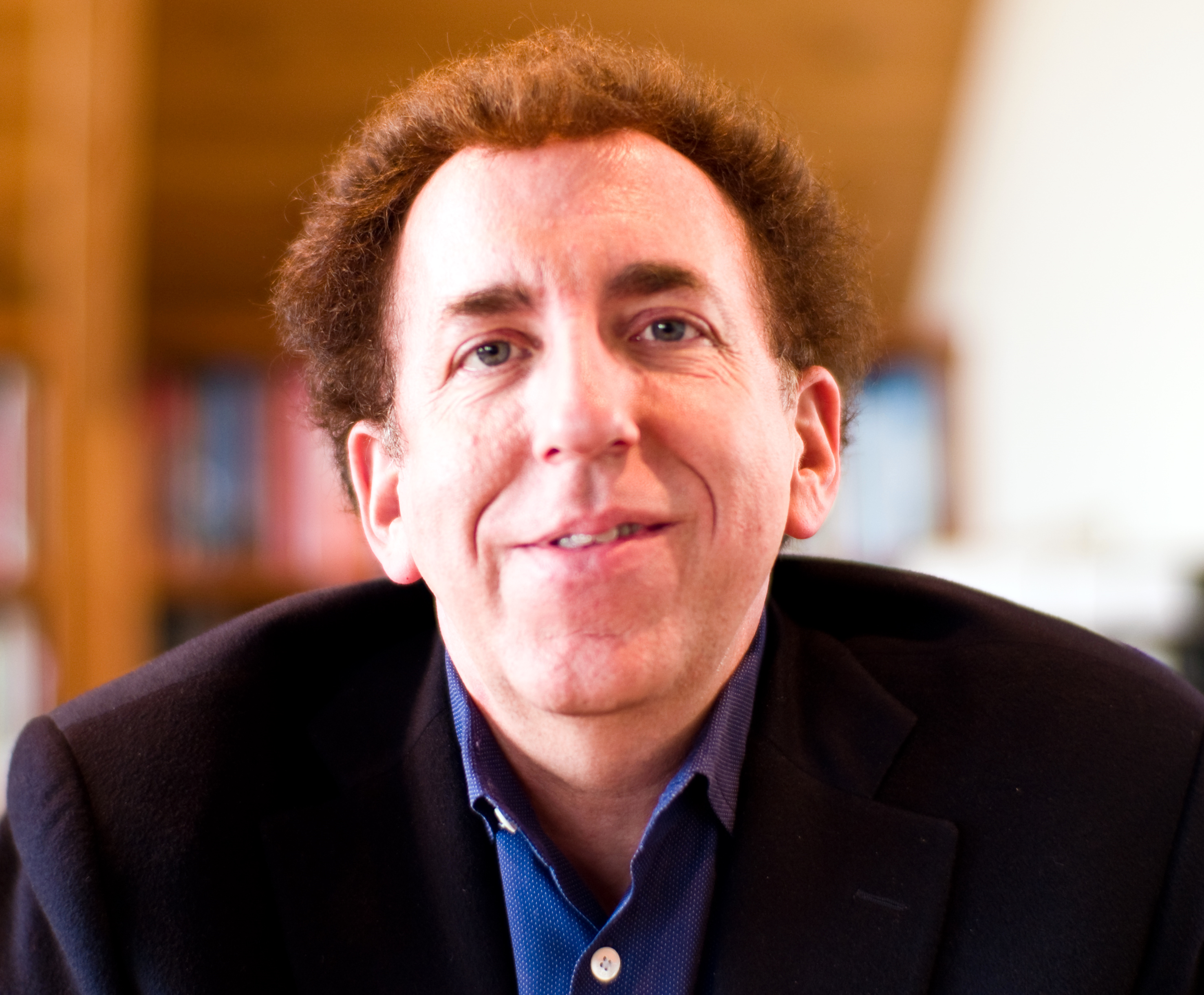
Dean Ornish, 2007

Dean Ornish (* 16. Juli 1953 in Dallas; Texas, Vereinigte Staaten) ist ein US-amerikanischer Mediziner.

## Leben
Der in Dallas geborene Ornish legte die Reifeprüfung in seiner Heimatstadt an der Hillcrest High School ab. Anschließend erwarb er den Grad eines Bachelors in Humanwissenschaften an der University of Texas in Austin und ging dann nach Houston, wo er am Baylor College of Medicine promovierte. Weitere Studien schlossen sich an der Harvard Medical School in Boston an. Am Massachusetts General Hospital war er als Assistenzarzt tätig und fand dort seine erste feste Anstellung. Ornish begann bereits in den späten 1970er Jahren als Student auf dem Gebiet der Herzerkrankungen zu forschen. Im Juli 1984 begann er in San Francisco die Lifestyle-Herzstudie. Es handelte sich um eine kontrollierte Studie über den Erfolg einer fettarmen Diät verbunden mit einem Stress-Management in einer kleinen Gruppe von Herzpatienten.

## Therapie
Ornish hat eine spezielle Therapie zur Behandlung von Herzerkrankungen entwickelt, die Operationen überflüssig machen soll. Teil davon ist die so genannte Ornish-Diät. Sie ist überwiegend vegetarisch und begrenzt den Fettanteil in der Nahrung auf zehn Prozent der aufgenommenen Kalorienmenge und die Cholesterol-Aufnahme auf nur fünf Milligramm täglich. Der von der amerikanischen Kardiologenvereinigung American Heart Association (AHA) empfohlene Fettanteil betrug bis zu 30 % der Kalorienaufnahme und 300 mg Cholesterol täglich. Der Anteil der Kohlenhydrate beträgt rund 75 Prozent, der Anteil an Eiweiß etwa 15 Prozent. Die einzigen erlaubten tierischen Produkte sind sehr fettarme Milchprodukte und Eiklar. Zucker ist in kleinen Mengen zulässig, Kaffee und Tee sind verboten. Um Mangelzustände zu vermeiden, empfiehlt Ornish Nahrungsergänzungsmittel wie Multivitaminpräparate, Folsäure, Selen, Leinöl für Frauen und Fischöl für Männer. Später hat er dann seine Einstellung zum Fischöl revidiert und ist zu einer rein pflanzlichen Ernährung übergegangen. Es sei gesundheitlich vorteilhafter, die Omega-3-Fettsäuren aus pflanzlichen Quellen zu sich zunehmen.
Ergänzend zur Diät wird als Gruppentherapie eine Raucherentwöhnung und die Ernährungsumstellung auf extrem fettarme Nahrung durchgeführt. Die Gruppen praktizieren darüber hinaus Yoga und Meditation.
Ergebnisse einer Studie wurden Ende der 1980er Jahre veröffentlicht. Sie zeigten, dass  Herzschädigungen durch koronare Arteriosklerose bei vielen Patienten zurückgegangen waren. Ornish erweckte für seinen Therapieansatz große Aufmerksamkeit. Er glaubt, dass Stress-Management, die Verhinderung sozialer Isolation und der Abbau psychischen Drucks großen Anteil am Therapieerfolg hat.

## Mitgliedschaften
Ornish ist ständiges Mitglied der medizinischen Fakultät der Universität von Kalifornien in San Francisco sowie Präsident und Direktor des Forschungsinstituts für Präventivmedizin in der Nähe von Sausalito. Er ist zudem Mitglied im Beirat des Physicians Committee for Responsible Medicine (PCRM), einer 1985 in den USA gegründeten Organisation, die Tierversuche bekämpft und für vegane Ernährung wirbt.

## Auszeichnung
2015 wurde Ornish mit dem Lifetime Achievement Award des American College of Lifestyle Medicine (ACLM) geehrt.

## Studien
Ornish veröffentlichte Ende der 1980er Jahre die Ergebnisse einer von ihm selbst geleiteten randomisierten Studie zur Behandlung von Koronarer Herzkrankheit mit seinem Therapiekonzept, das Bewegung, Entspannung und Diät umfasst. Allerdings nahmen nur 22 Patienten ein Jahr lang daran teil. Bei 82 Prozent dieser kleinen Gruppe gingen die Gefäßverengungen der Arterien um durchschnittlich 2,2 Prozent zurück. Die 20 Patienten der Kontrollgruppe ernährten sich nach den Empfehlungen der American Heart Association; bei ihnen kam es zu einer Vergrößerung der Stenosen um durchschnittlich 3,4 Prozent. 20 Patienten der Versuchs- und 15 aus der Kontrollgruppe nahmen an einer vier Jahre dauernden Folgestudie teil. Die Arteriosklerose der Ornish-Gruppe ging den Ergebnissen zufolge um 7,9 Prozent zurück, während es bei der Kontrollgruppe zu einer Verschlechterung kam, obwohl 60 Prozent dieser Teilnehmer Lipidsenker einnahm. Die LDL-Cholesterinwerte der Versuchsgruppe waren nach fünf Jahren 20 Prozent niedriger als zu Beginn; hier zeigte sich jedoch kein signifikanter Unterschied zur Vergleichsgruppe. Der Gewichtsverlust durch die Ornish-Diät betrug nach einem Jahr zirka zehn Kilogramm, nach fünf Jahren jedoch nur noch fünf Kilogramm. In der Vergleichsgruppe veränderte sich das Gewicht der Teilnehmer kaum. Innerhalb von fünf Jahren gab es in der Kontrollgruppe 45 so genannte „kardiale Ereignisse“, in der Ornish-Gruppe nur 25. Ein Positronen-Emissions-Tomographie-Scan zeigte, dass sich das Fortschreiten der koronaren Herzkrankheit bei fast allen Patienten dieser Gruppe hatte aufhalten lassen.
Dass die Ornish-Diät die kardiovaskulären Risikofaktoren bei noch nicht Erkrankten positiv beeinflusst und in einem Jahr zu einem deutlichen Gewichtsverlust führt, wurde in unabhängigen Studien nicht bestätigt. 2005 wurde das Ergebnis einer Studie aus Boston publiziert, bei der 160 Personen in vier Gruppen jeweils ein Jahr lang eine andere Diät praktizierten; eine davon war die Ornish-Diät. Ermittelt wurde der Einfluss auf die kardiovaskulären Risikofaktoren. Die Hälfte der Ornish-Gruppe gab innerhalb der Versuchszeit auf, die strenge Fettbeschränkung wurde von kaum jemandem durchgehalten. Nach einem Jahr lag der aufgenommene Fettanteil bei durchschnittlich 35 statt zehn Prozent. Die Gewichtsabnahme betrug 6,6 Prozent und entsprach der der anderen Diäten, darunter die Atkins-Diät. Der LDL-Cholesterinwert sank im Schnitt um 25 mg/dl, der HDL-Wert stieg jedoch nicht an. Der Blutzuckerspiegel sank im Nüchternzustand (leerer Magen) am stärksten von allen vier Gruppen um 8,2 mg/dl.
Eine amerikanische Studie aus dem Jahr 2007, bei der erneut die Wirkung der vier Diäten – Atkins, Ornish, Zone-Diät und LEARN – in vier Gruppen verglichen wurden, nahm die Ornish-Gruppe im Schnitt nur 2,2 kg innerhalb eines Jahres ab. Der Einfluss auf die ermittelten Cholesterin- und Insulinwerte sowie den Blutdruck waren gering. An der Studie nahmen Frauen zwischen 20 und 50 Jahre teil, die weder an Diabetes mellitus noch an einer Herzkrankheit litten.

## Werke
Auf der Webseite werden die wissenschaftlichen Artikel aus dem Ornish Umfeld in der Regel mit PDF-Quelle aufgeführt.
- Stress, Diet, and Your Heart, NN, 1982
- D. Ornish, L. W. Scherwitz, R. S. Doody, D. Kesten, S. M. McLanahan, S. E. Brown et al.: Effects of stress management training and dietary changes in treating ischemic heart disease. JAMA, 249: 54, 1983
- D. Ornish, S.E. Brown, J.H. Billings, L.W. Scherwitz, W.T. Armstrong: Can lifestyle changes reverse coronary heart disease? In: The Lancet. Band 336, Nr. 8708, Juli 1990, S. 129–133, doi:10.1016/0140-6736(90)91656-U.
- Dean Ornish: Intensive Lifestyle Changes for Reversal of Coronary Heart Disease. In: JAMA. Band 280, Nr. 23, 16. Dezember 1998, ISSN 0098-7484, S. 2001, doi:10.1001/jama.280.23.2001.
- Dean Ornish, Gerdi Weidner, William R. Fair, Ruth Marlin, Elaine B. Pettengill: INTENSIVE LIFESTYLE CHANGES MAY AFFECT THE PROGRESSION OF PROSTATE CANCER. In: Journal of Urology. Band 174, Nr. 3, September 2005, ISSN 0022-5347, S. 1065–1070, doi:10.1097/01.ju.0000169487.49018.73.
- D. Ornish, M. J. M. Magbanua, G. Weidner, V. Weinberg, C. Kemp: Changes in prostate gene expression in men undergoing an intensive nutrition and lifestyle intervention. In: Proceedings of the National Academy of Sciences. Band 105, Nr. 24, 17. Juni 2008, ISSN 0027-8424, S. 8369–8374, doi:10.1073/pnas.0803080105, PMID 18559852, PMC 2430265 (freier Volltext).
- Dean Ornish, Jue Lin, Jennifer Daubenmier, Gerdi Weidner, Elissa Epel: Increased telomerase activity and comprehensive lifestyle changes: a pilot study. In: The Lancet Oncology. Band 9, Nr. 11, November 2008, ISSN 1470-2045, S. 1048–1057, doi:10.1016/s1470-2045(08)70234-1.
- Revolution in der Herztherapie. Lüchow, Stuttgart 2006, ISBN 3-363-03108-4
- Die revolutionäre Therapie: Heilen mit Liebe. Goldmann, München 2001, ISBN 3-442-16348-X
- Herzgesunde Kost. Heyne, München 2000, ISBN 3-453-17178-0
- Mehr essen, weniger wiegen. Droemer Knaur, München 1996, ISBN 3-426-76124-6